# Waterside Plaza
Waterside Plaza es un complejo residencial y comercial ubicado en el East River en la sección de Kips Bay de Manhattan, Nueva York. Anteriormente era un proyecto de alquiler financiado por el Programa de Vivienda Mitchell-Lama.

## Historia
Waterside Plaza se construyó sobre un vertedero traído como lastre de los barcos de los escombros de la ciudad de Bristol en Reino Unido, fue bombardeada por la Luftwaffe en la Segunda Guerra Mundial. Los edificios de apartamentos, así como la vecina United Nations International School, se construyeron sobre plataformas sostenidas por más de 2000 pilotes de hormigón hundidos en el East River. Desarrollado por Richard Ravitch, los primeros edificios de apartamentos se abrieron en 1973 y el complejo se completó el año siguiente. El desarrollo de viviendas recibió el Premio al Proyecto de Logro de Construcción del Año de la Sección Metropolitana de la Sociedad Estadounidense de Ingenieros Civiles en 1974. Había planes para construir apartamentos, oficinas y un hotel sobre el agua adicionales en la década de 1980, pero las preocupaciones ambientales y la oposición de la comunidad condenaron el proyecto.
En 2004, Waterside Management Company LLC lanzó un programa de mejora de capital de tres años con un costo de más de 35 millones de dólares. El programa de mejoras de capital incluyó mejoras en todos los apartamentos nuevos a medida que se iban quedando vacantes, así como en todos los pasillos y en las áreas de recepción y conserjería de cada edificio. La plaza fue reimpermeabilizada y repavimentada, se agregó un extenso paisaje tipo parque y se mejoraron el club de salud, las instalaciones de estacionamiento y el sistema de seguridad.

## Características
El complejo está compuesto por cuatro torres residenciales y por una hilera de casas adosadas dúplex, revestidas con ladrillos rojos, que abarcan una gran plaza con vista al East River. Hay 1 470 unidades residenciales junto con un club de salud (abierto a no residentes) y un estacionamiento. El pequeño espacio comercial de Waterside Plaza está ocupado por una tintorería, una papelería, Xia Nails and Spa, Creative Dream Parties, un supermercado Gristedes y Robbins Nest Cafe. El British International School of New York también alquila varios grandes espacios comerciales en el complejo. La United Nations International School está al lado de Waterside.
Waterside es accesible para vehículos solo ingresando desde 23rd Street. Los automóviles y camiones que salen de Waterside pueden hacerlo a través de la calle 23 o conduciendo por una vía de servicio hasta la calle 34. Un puente peatonal en East 25th Street permite un paso seguro a través del FDR Drive hacia el oeste. En Waterside también están las dos primeras paradas de la ruta de autobús M34A.
Waterside es el único complejo residencial de Manhattan ubicado al este del FDR Drive. El East River Greenway pasa entre los dos. El paseo marítimo al sur de Waterside Plaza, Stuyvesant Cove Park, que es parte de Greenway, incluye una pequeña masa de tierra artificial que se extiende hacia el East River, que se creó a partir del exceso de cemento arrojado al río.

## Importancia arquitectónica
Waterside Plaza fue diseñado por el estudio de arquitectura de Davis, Brody & Associates. En 2001, el crítico de arquitectura del New York Times, Herbert Muschamp, describió Waterside como una "gran composición urbana" que es "pintoresca e históricamente informada".
En 1975, Waterside ganó el premio Albert S. Bard por arquitectura distinguida y diseño urbano. Un año después, ganó un Premio de Honor del Instituto Americano de Arquitectos. En 2004, la Sociedad Municipal de Arte colocó a Waterside en su "30 Under 30", una lista de vigilancia de futuros hitos.

## Galería

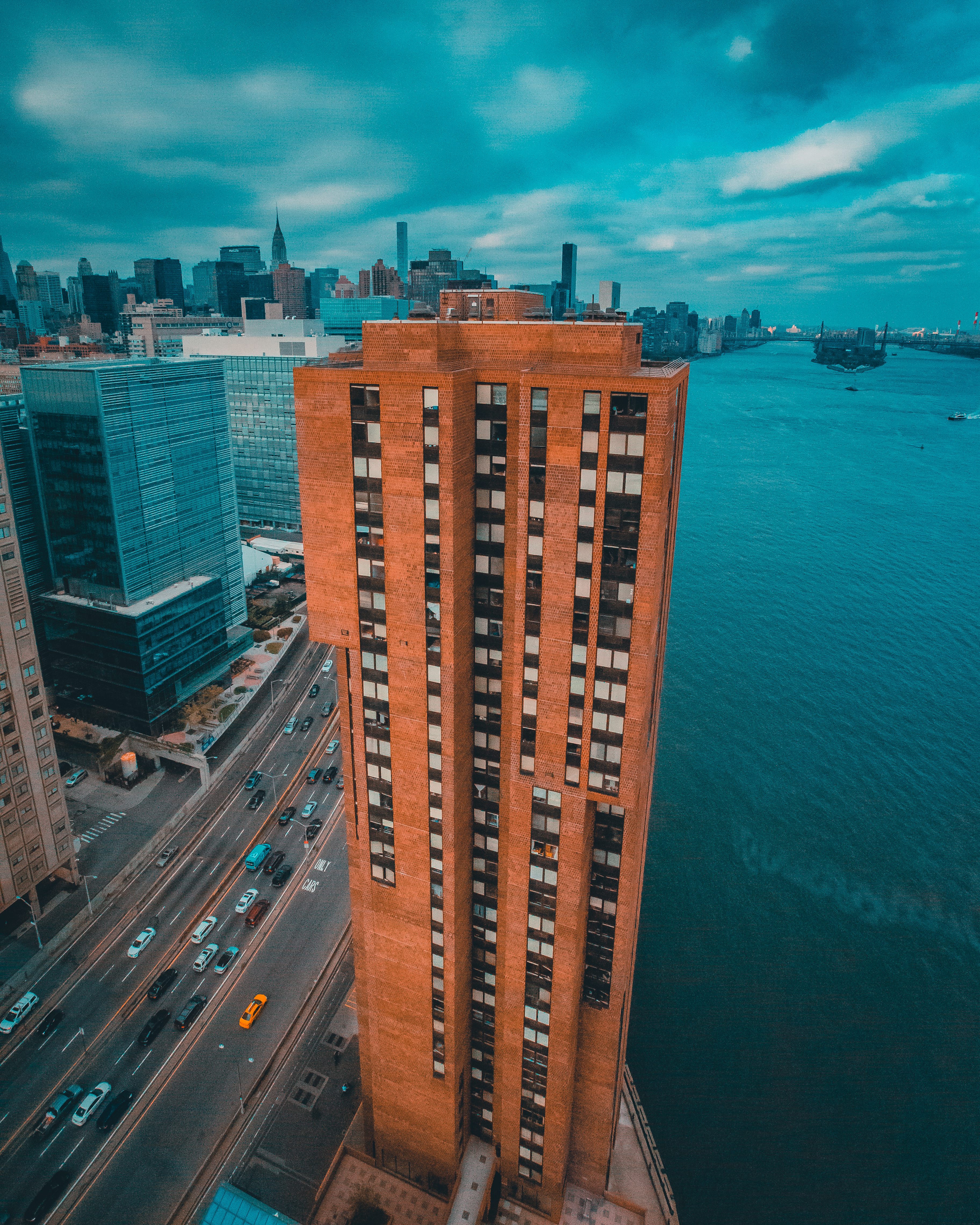
Waterside 1 junto al Río Este
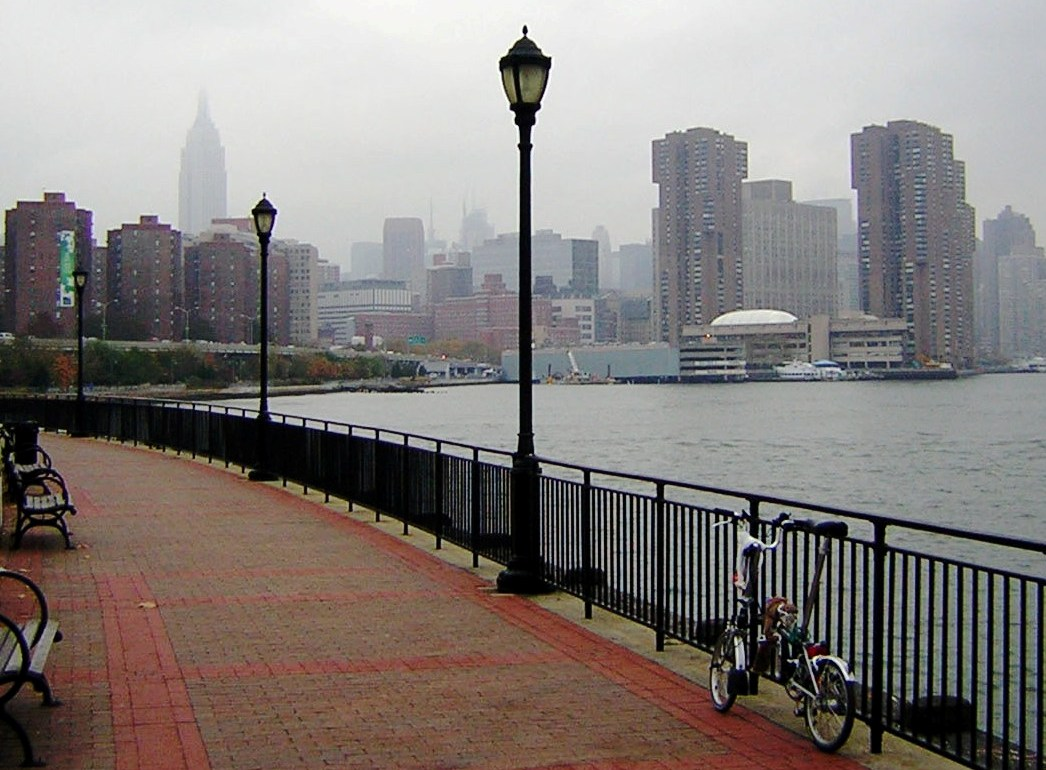
Las torres vistas desde Kips Bay
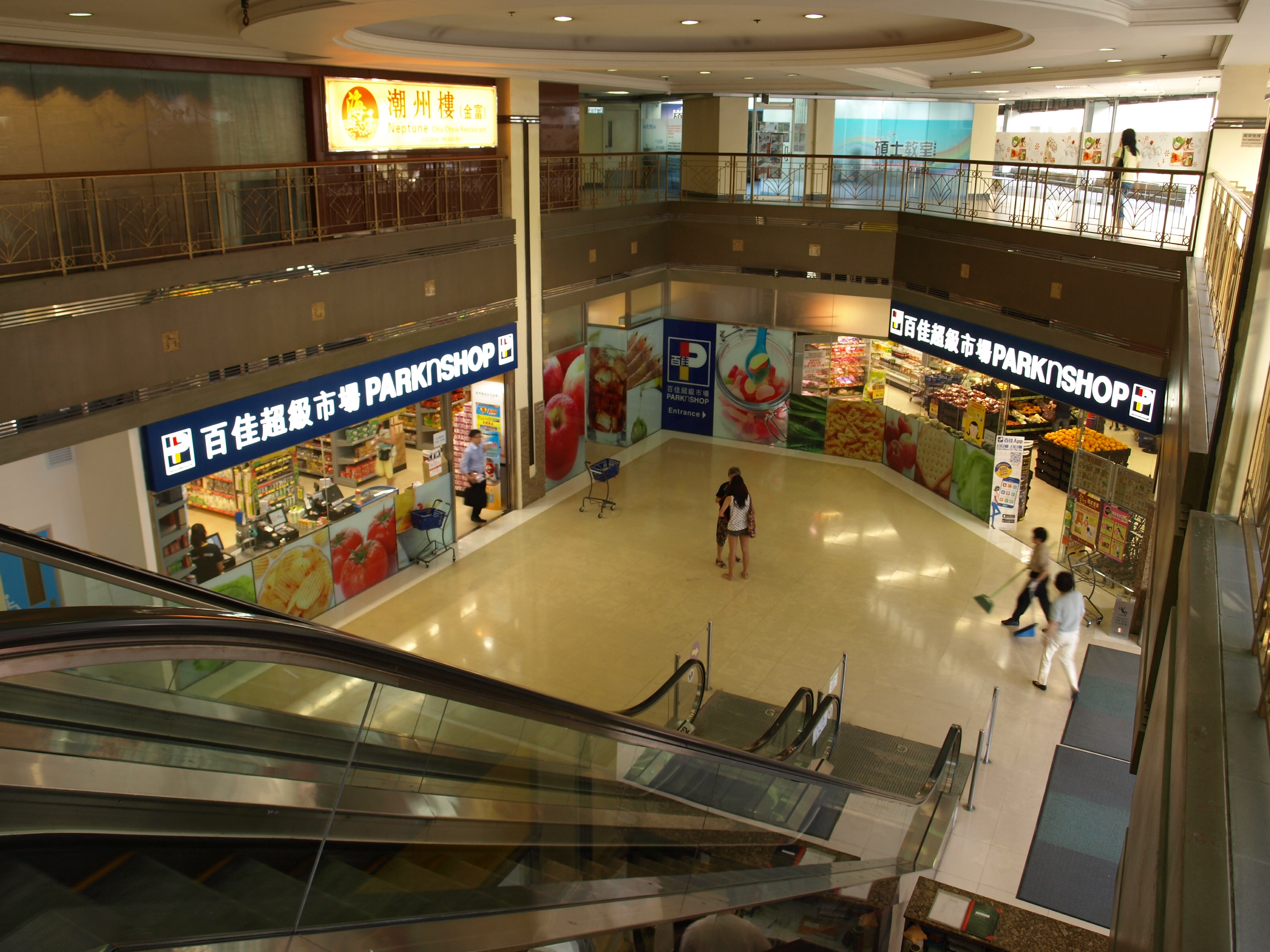
Interior del centro comercial